# Gunnilse Idrottssällskap
Gunnilse Idrottssällskap, ou simplesmente Gunnilse IS, é um clube de futebol da Suécia fundado em 1950. Sua sede fica localizada em Gotemburgo.